# السلام المشترك

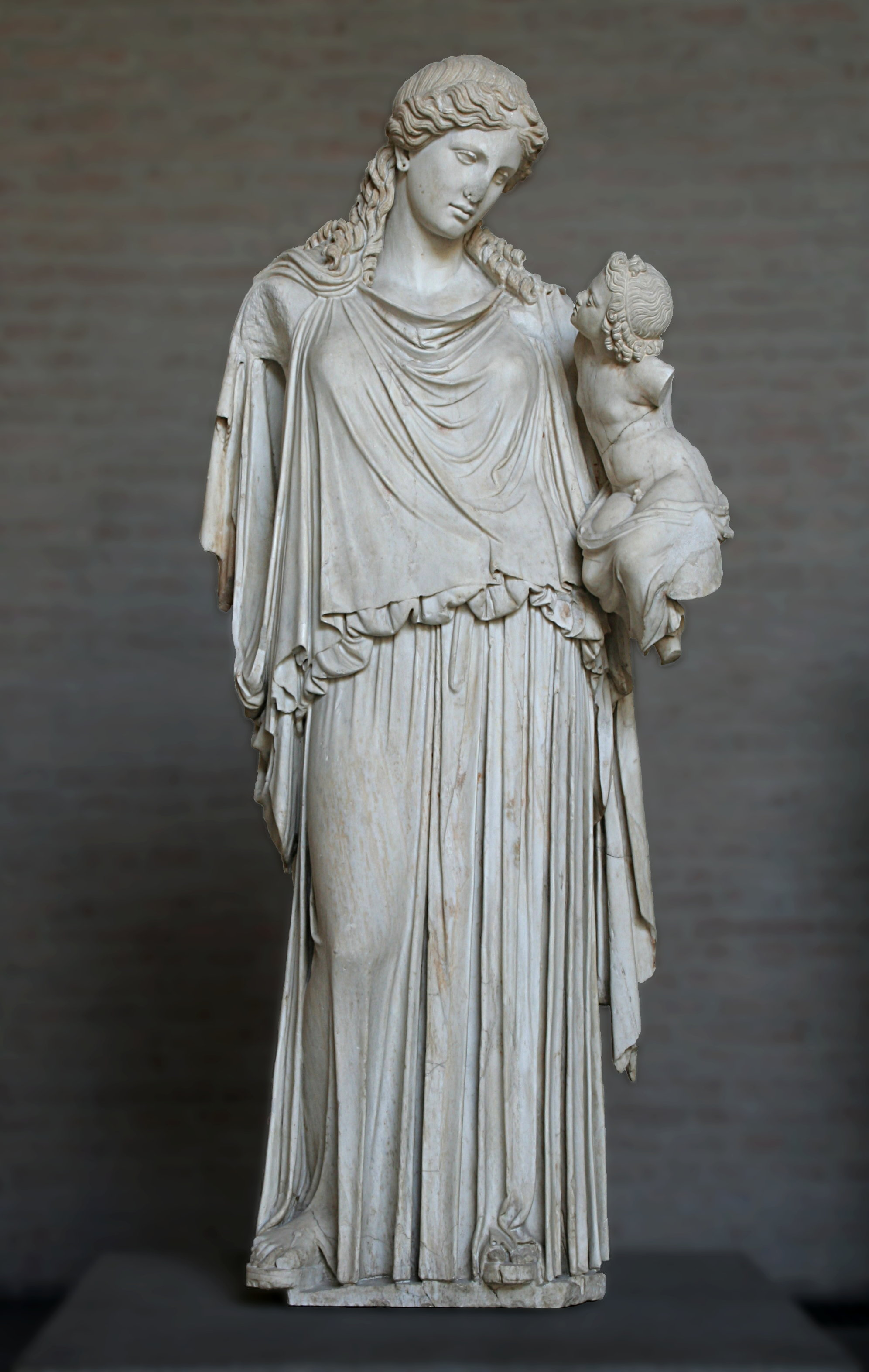

كانت فكرة السلام المشترك واحدة من أكثر المفاهيم المؤثرة في الفكر السياسي اليوناني في القرن الرابع قبل الميلاد، إلى جانب فكرة الهنيلنية (الأخوة). ووصف المصطلح مفهوم السلام الدائم المرغوب فيه بين ولايات المدينة اليونانية (بوليس) وبعض معاهدات السلام التي استوفت المعايير الأساسية الثلاثة لهذا المفهوم : كان يجب أن تشمل جميع المدن اليونانية، وكان عليها أن تعترف باستقلال جميع ولايات المدينة ومساواتها دون اعتبار لقواتها العسكرية، وكان من المفترض أن تضل سارية المفعول بشكل دائم . رأى أنصار السلام المشترك أنها وسيلة لإنهاء الحرب المستوطنة التي اجتاحت القطب اليوناني من اندلاع حرب البيلوبونيسية 431 قبل الميلاد. من سلام الملك عام 387/6 فبل الميلاد وحتى تأسيس عصبة كورنيث عام 338 قبل الميلاد، أثرت فكرة السلام المشترك على جميع معاهدات السلام بين القطبين اليونانيين. لكن في النهاية تبين أن قوة مهيمنة قوية هي وحدها القادرة على الحفاظ على السلام الشامل لفترة طويلة. في العصر الحديث تم إحياء المفهوم وفي القرن العشرين كان مبدأ السلام المشترك هو حجر الأساس للمنظمات الدولية مثل عصبة الأمم والأمم المتحدة.
مبادئ السلام المشترك التي طورها الإغريق في القرن الرابع قبل الميلاد، تطورت مرة أخرى فقط في أوروبا في القرن السابع عشر عندما أصبحت أساس اتفاقات وأنظمة السلام الدائمة. وهكذا كان سلام وستفاليا أول اتفاق سلام أوروبي في العصر الحديث يعتمد على مبادئ المساواة بين الدول ذات السيادة وعلى حرمة شؤنهم الداخلية وفكرة الحكم الذاتي (المستقل). في عمله الدائم للسلام عام 1795 ذهب ايمانويل خطوة واحدة إلى الأمام لم يدافع عن مبدأ عدم التدخل فحسب، بل دعا ايضاً إلى «فولكربوند» (رابطة الشعب). من أجل إنهاء الوضع الطيفي الخارج عن القانون بين الولايات، مما يؤسس علاقة فدرالية بينهما، بطريقة مماثلة للسلام المشترك المقترح بعد معركة ليكترا. وقد وجه مؤسسو عصبة الأمم والأمم المتحدة نداء إلى أفكار كانت في القرن العشرين. 